# باول ميلر (ملاكم)
باول ميلر (بالإنجليزية: Paul Miller) (15 نوفمبر 1978 بداروين في أستراليا - ) هو ملاكم أسترالي. شارك في الألعاب الأولمبية الصيفية 2000 ودورة ألعاب الكومنولث 2002.

## وصلات خارجية
- بول ميلر على موقع بوكس ريك (الإنجليزية) (registration required)
- بول ميلر على موقع أوليمبيديا (الإنجليزية)